# Catedral de San Juan Apóstol (Kasama)
La Catedral de San Juan Apóstol o simplemente Catedral de Kasama (en inglés: Cathedral of St. John the Apostle) es el nombre que recibe un edificio religioso que pertenece a la Iglesia Católica y se encuentra ubicado en la localidad de Kasama en el país africano de Zambia.
Es un templo que sigue el rito romano o latino y funciona como la sede de la arquidiócesis de Kasama (Archidioecesis Kasamaënsis) que fue creada en 1967 por la bula "Qui altissimi Dei" del papa Pablo VI.